# 緒方景俊
緒方 景俊（おがた かげとし、1913年（大正2年）9月1日 - 1982年（昭和57年）12月26日）は、日本の陸軍軍人及び航空自衛官、第8代航空幕僚長。

## 経歴
教員・緒方竜之進の息子として鹿児島県に生まれる。伊集院中学、東京府立四中を経て、陸軍士官学校に入校。陸軍大学校を恩賜軍刀組で卒業。第3飛行団司令部員、第51教導飛行師団参謀、大本営参謀等を務めたのち、陸軍省軍務局課員で終戦を迎える。
戦後は公職追放を経て、1952年（昭和27年）7月に警察予備隊に入隊。1954年（昭和29年）7月に航空自衛隊の発足と同時に転官。空自では航空保安管制気象群司令、空幕人教部副部長を務めたのち、陸自に転身して陸幕第5部副部長、その後は防衛研修所副所長、統合幕僚会議事務局長と空自の主流ポストを歩いてはこなかったが、術科教育本部長となり、1968年（昭和43年）7月にFX（次期主力戦闘機）の調査団長として渡米。帰国後は航空幕僚副長を経て、第8代航空幕僚長に就任した。緒方が空幕長に就任した年に3自衛隊のC4Iシステムとしては初となる、自動警戒管制組織（BADGEシステム）の運用が開始された。また、在任中の1969年（昭和44年）2月にF-104J戦闘機が金沢市の民家に墜落し民間人が死亡した事故や佐渡分屯基地所属隊員の反戦自衛官の問題などが発生した。

## 年譜
- 1934年（昭和9年）
  - 6月：陸軍士官学校第46期を12番/338名の成績で卒業。（同期に益田兼利など）
  - 10月：歩兵少尉、歩兵第15連隊付
- 1936年（昭和11年）10月：歩兵中尉
- 1937年（昭和12年）12月：陸士付
- 1938年（昭和13年）7月：歩兵大尉
- 1941年（昭和16年）12月：陸軍大学校第55期首席（恩賜組）・参謀本部第3課員
- 1942年（昭和17年）
  - 3月：第3飛行団司令部員
  - 8月：陸軍少佐
  - 9月：第51教導飛行師団参謀
- 1943年（昭和18年）8月：大本営参謀
- 1945年（昭和20年）
  - 4月：陸軍省軍務局課員
  - 8月15日：復員
  - 12月：予備役
- 1947年（昭和22年）11月28日：公職追放仮指定[5]
- 1952年（昭和27年）7月14日：警察予備隊入隊（2等警察正）
- 1954年（昭和29年）7月1日：航空自衛隊に転官、1等空佐に任命（航空幕僚監部防衛課勤務）
- 1958年（昭和33年）5月23日：航空幕僚監部装備課長
- 1960年（昭和35年）3月16日：航空保安管制気象群司令
- 1961年（昭和36年）7月15日：調達実施本部名古屋第2駐在官事務所長
- 1962年（昭和37年）
  - 1月1日：空将補に昇任
  - 7月16日：航空幕僚監部人事教育部副部長
- 1963年（昭和38年）3月16日：陸将補に任命、陸上幕僚監部第5部副部長
- 1964年（昭和39年）
  - 6月1日：空将補に任命、航空幕僚監部付
  - 7月16日：防衛研修所副所長
- 1965年（昭和40年）7月16日：空将に昇任、航空自衛隊幹部候補生学校長
- 1966年（昭和41年）4月30日：統合幕僚会議事務局長兼統合幕僚学校長
- 1967年（昭和42年）11月15日：術科教育本部長
- 1968年（昭和43年）11月18日：第10代航空幕僚副長
- 1969年（昭和44年）4月25日：第8代航空幕僚長
- 1971年（昭和46年）7月1日：退官
- 1982年（昭和57年）12月26日：すい臓がんのため、東京都目黒区の三宿病院で逝去（享年69）[6]、叙・正四位、勲二等瑞宝章が追贈された[7]

## 親族
- 義父 中井良太郎（陸軍中将）

## 栄典
- レジオン・オブ・メリット・コマンダー - 1970年（昭和45年）8月7日[8]
- 大綬雲麾勲章 - 1970年（昭和45年）9月25日[8]
- 勲二等瑞宝章 - 1982年（昭和57年）12月26日[7]